# Argentijns voetballer van het jaar
Argentijns voetballer van het jaar is een titel voor de beste Argentijnse voetballer. De titel wordt sinds 1970 jaarlijks, rond midden december, door de Circulo de Periodistas Deportivos uitgereikt. Officieel heet de titel de Olimpia de Plata al Mejor Futbolista (Zilveren 'olympiade' voor de beste voetballer), deze is onderdeel van een reeks van prijzen, genaamd de Premios Olimpia. 
Alle Argentijnse spelers (zowel in binnen- als buitenland) kunnen worden genomineerd, maar ook de buitenlandse spelers die in de Argentijnse Primera División onder contract staan. 
Mario Kempes was in 1978 de eerste Argentijnse voetballer die de prijs ontving terwijl hij niet in zijn vaderland onder contract stond. Hij kwam uit voor Valencia uit Spanje. Enzo Francescoli was de eerste buitenlandse speler die in 1985 de prijs ontving, hij kwam uit Uruguay maar speelde bij River Plate. Lionel Messi is recordhouder met 12 titels.

## Winnaars
| Jaar | Speler                             | Nationaliteit | Club                                 |
| ---- | ---------------------------------- | ------------- | ------------------------------------ |
| 1970 | Héctor Yazalde                     | Argentinië    | Independiente                        |
| 1971 | José Omar Pastoriza                | Argentinië    | Independiente                        |
| 1972 | Ángel Bargas                       | Argentinië    | Chacarita Juniors                    |
| 1973 | Miguel Ángel Brindisi              | Argentinië    | Huracán                              |
| 1974 | Miguel Ángel Raimondo              | Argentinië    | Independiente                        |
| 1975 | Héctor Horacio Scotta              | Argentinië    | San Lorenzo de Almagro               |
| 1976 | Daniel Passarella                  | Argentinië    | River Plate                          |
| 1977 | Ubaldo Fillol                      | Argentinië    | River Plate                          |
| 1978 | Mario Kempes                       | Argentinië    | Valencia                             |
| 1979 | Diego Maradona                     | Argentinië    | Argentinos Juniors                   |
| 1980 | Diego Maradona                     | Argentinië    | Argentinos Juniors                   |
| 1981 | Diego Maradona                     | Argentinië    | Boca Juniors                         |
| 1982 | Hugo Gatti                         | Argentinië    | Boca Juniors                         |
| 1983 | Ricardo Bochini                    | Argentinië    | Independiente                        |
| 1984 | Alberto Márcico                    | Argentinië    | Ferro Carril Oeste                   |
| 1985 | Enzo Francescoli                   | Uruguay       | River Plate                          |
| 1986 | Diego Maradona                     | Argentinië    | Napoli                               |
| 1987 | Néstor Fabbri                      | Argentinië    | Racing Club                          |
| 1988 | Rubén Paz                          | Uruguay       | Racing Club                          |
| 1989 | Carlos Alfaro Moreno               | Argentinië    | Independiente                        |
| 1990 | Sergio Goycochea                   | Argentinië    | Millonarios / Racing Club            |
| 1991 | Oscar Ruggeri                      | Argentinië    | Vélez Sarsfield                      |
| 1992 | Luis Islas                         | Argentinië    | Independiente                        |
| 1993 | Ramón Medina Bello                 | Argentinië    | River Plate                          |
| 1994 | Carlos Navarro Montoya             | Argentinië    | Boca Juniors                         |
| 1995 | Enzo Francescoli                   | Uruguay       | River Plate                          |
| 1996 | José Luis Chilavert                | Paraguay      | Vélez Sarsfield                      |
| 1997 | Marcelo Salas                      | Chili         | River Plate                          |
| 1998 | Gabriel Batistuta                  | Argentinië    | Fiorentina                           |
| 1999 | Javier Saviola                     | Argentinië    | River Plate                          |
| 2000 | Juan Román Riquelme                | Argentinië    | Boca Juniors                         |
| 2001 | Juan Román Riquelme                | Argentinië    | Boca Juniors                         |
| 2002 | Gabriel Milito                     | Argentinië    | Independiente                        |
| 2003 | Carlos Tévez                       | Argentinië    | Boca Juniors                         |
| 2004 | Carlos Tévez                       | Argentinië    | Boca Juniors                         |
| 2005 | Lionel Messi                       | Argentinië    | FC Barcelona                         |
| 2006 | Juan Sebastián Verón               | Argentinië    | Estudiantes de La Plata              |
| 2007 | Lionel Messi                       | Argentinië    | FC Barcelona                         |
| 2008 | Lionel Messi Juan Román Riquelme   | Argentinië    | FC Barcelona Boca Juniors            |
| 2009 | Lionel Messi Juan Sebastian Veron  | Argentinië    | FC Barcelona Estudiantes de La Plata |
| 2010 | Lionel Messi Juan Manuel Martínez  | Argentinië    | FC Barcelona Vélez Sársfield         |
| 2011 | Lionel Messi Juan Román Riquelme   | Argentinië    | FC Barcelona Boca Juniors            |
| 2012 | Lionel Messi Lisandro López        | Argentinië    | FC Barcelona Arsenal de Sarandí      |
| 2013 | Lionel Messi Maximiliano Rodríguez | Argentinië    | FC Barcelona CA Newell's Old Boys    |
| 2014 | Ángel di María Lucas Pratto        | Argentinië    | Manchester United Vélez Sársfield    |
| 2015 | Lionel Messi Marco Ruben           | Argentinië    | FC Barcelona Rosario Central         |
| 2016 | Lionel Messi Fernando Belluschi    | Argentinië    | FC Barcelona San Lorenzo de Almagro  |
| 2017 | Lionel Messi Darío Benedetto       | Argentinië    | FC Barcelona Boca Juniors            |
| 2018 | Pity Martínez                      | Argentinië    | River Plate                          |
| 2019 | Lionel Messi                       | Argentinië    | FC Barcelona                         |

### Succesvolste spelers
| Speler               | Aantal |
| -------------------- | ------ |
| Lionel Messi         | 12     |
| Diego Maradona       | 4      |
| Juan Román Riquelme  | 4      |
| Enzo Francescoli     | 2      |
| Carlos Tévez         | 2      |
| Juan Sebastian Veron | 2      |

### Succesvolste clubs
| Club               | Aantal |
| ------------------ | ------ |
| FC Barcelona       | 12     |
| Boca Juniors       | 10     |
| River Plate        | 8      |
| Independiente      | 7      |
| Vélez Sársfield    | 4      |
| Racing Club        | 2      |
| Argentinos Juniors | 2      |